# Valve Corporation
Valve Corporation is een softwarebedrijf, gericht op het maken van computerspellen, gevestigd in Bellevue, Washington. Gabe Newell heeft het bedrijf in 1996 opgericht. Valve werd vooral bekend door het spel Half-Life, dat miljoenen opbracht. Al gauw werd er aangekondigd dat er een vervolg kwam. Voor de distributie van zijn games heeft het bedrijf het programma Steam ontwikkeld. Valve ontwikkelde later in 2002 hun software Valve Anti-Cheat. Valve maakt spellen voor Windows (pc), Linux (Ubuntu), OS X, Xbox 360 en PlayStation 3. Door middel van het programma Steam worden er ook spellen voor Mac en Linux uitgebracht. Ter promotie van Steam was het spel Portal tijdelijk gratis te downloaden.

## Producties

### Spellen
| Titel                            | Jaar | Genre        | Platforms | Platforms | Platforms       | Platforms | Platforms | Platforms | Platforms | Platforms | Platforms |
| Titel                            | Jaar | Genre        | Windows   | Mac       | Linux / SteamOS | Xbox      | PS2       | Xbox 360  | PS3       | Xbox One  | PS4       |
| -------------------------------- | ---- | ------------ | --------- | --------- | --------------- | --------- | --------- | --------- | --------- | --------- | --------- |
| Half-Life                        | 1998 | FPS          |           |           |                 |           |           |           |           |           |           |
| Half-Life: Opposing Force        | 1999 | FPS          |           |           |                 |           |           |           |           |           |           |
| Team Fortress Classic            | 1999 | FPS          |           |           |                 |           |           |           |           |           |           |
| Ricochet                         | 2000 | FPS          |           |           |                 |           |           |           |           |           |           |
| Counter-Strike                   | 2000 | FPS          |           |           |                 |           |           |           |           |           |           |
| Half-Life: Blue Shift            | 2001 | FPS          |           |           |                 |           |           |           |           |           |           |
| Deathmatch Classic               | 2001 | FPS          |           |           |                 |           |           |           |           |           |           |
| Day of Defeat                    | 2003 | FPS          |           |           |                 |           |           |           |           |           |           |
| Counter-Strike: Source           | 2004 | FPS          |           |           |                 |           |           |           |           |           |           |
| Half-Life 2                      | 2004 | FPS          |           |           |                 |           |           |           |           |           |           |
| Half-Life 2: Deathmatch          | 2004 | FPS          |           |           |                 |           |           |           |           |           |           |
| Half-Life: Source                | 2004 | FPS          |           |           |                 |           |           |           |           |           |           |
| Day of Defeat: Source            | 2005 | FPS          |           |           |                 |           |           |           |           |           |           |
| Half-Life 2: Lost Coast          | 2005 | FPS          |           |           |                 |           |           |           |           |           |           |
| Half-Life Deathmatch: Source     | 2006 | FPS          |           |           |                 |           |           |           |           |           |           |
| Half-Life 2: Episode One         | 2006 | FPS          |           |           |                 |           |           |           |           |           |           |
| Half-Life 2: Episode Two         | 2007 | FPS          |           |           |                 |           |           |           |           |           |           |
| Portal                           | 2007 | FPS / Puzzel |           |           |                 |           |           |           |           |           |           |
| Team Fortress 2                  | 2007 | FPS          |           |           |                 |           |           |           |           |           |           |
| Left 4 Dead                      | 2008 | FPS          |           |           |                 |           |           |           |           |           |           |
| Left 4 Dead 2                    | 2009 | FPS          |           |           |                 |           |           |           |           |           |           |
| Alien Swarm                      | 2010 | TPS          |           |           |                 |           |           |           |           |           |           |
| Portal 2                         | 2011 | FPS / Puzzel |           |           |                 |           |           |           |           |           |           |
| Counter-Strike: Global Offensive | 2012 | FPS          |           |           |                 |           |           |           |           |           |           |
| Dota 2                           | 2013 | MOBA         |           |           |                 |           |           |           |           |           |           |
| Artifact                         | 2018 | DCCG         |           |           |                 |           |           |           |           |           |           |
| Dota Underlords                  | 2019 | MOBA         |           |           |                 |           |           |           |           |           |           |
| Half-Life: Alyx                  | 2020 | FPS          |           |           |                 |           |           |           |           |           |           |
| Aperture Desk Job                | 2022 | Actiespel    |           |           |                 |           |           |           |           |           |           |
| Counter-Strike 2                 | 2023 | FPS          |           |           |                 |           |           |           |           |           |           |

### Tools
- Source SDK
- Valve Hammer Editor

### Hardware
- Steam Controller
- Steam Link
- Steam Machines
- Valve Index
- Steam Deck

## Structuur
Eerst werkte Valve met een hiërarchische structuur. De meeste grote bedrijven binnen de industrie gebruiken deze structuur door de druk van deadlines. Het bedrijf ervaarde deze structuur eerder als hinder en besloot hun structuur te veranderen.
Gabe Newell kwam met het idee naar een horizontale bedrijfsstructuur te gaan na de moeilijke ontwikkeling van Half-Life 2. Nadat het spel officieel was uitgekomen in 2004 besloot Valve de transitie te ondergaan. Dit houdt dus in dat er geen ‘bazen’ zijn binnen het bedrijf, ze gebruiken een zogenaamde "open allocation systeem". Niemand is dus verplicht aan iets te werken en niemand staat boven iemand anders binnen het bedrijf. Doug Lombardi, de persoon die marketing deed voor Half-Life zei: “We don’t have a top-down hierarchy. Nobody writes a design doc and hands it to somebody and says “you go build this.” Dit laat werknemers doen waar ze interesse in hebben en geeft ze de ruimte om met hun eigen ideeën te komen. Het forceert werknemers ook om verantwoordelijkheid te nemen voor hun resultaten en het product. Gabe Newell ziet sinds 2004 ‘work-life balance’ als een belangrijk speerpunt van Valve.
Om toch een zekere vorm van structuur te behouden zijn er wel werknemers met meer invloed. Ze handelen als “centralized conduits” voor het doorgeven van informatie, beslissingen worden wel collectief genomen. Om feedback te verzamelen gebruikt Valve een proces genaamd Overwatch. 
Een Overwatch is een belangrijk punt tijdens de ontwikkeling van een spel bij Valve. Dit is een proces waar senior ontwikkelaars, hoofdontwerpers en marketingmedewerkers het project voor de eerste keer te zien krijgen. Het project wordt dus door de experten van het bedrijf op alle vlakken getest en er wordt feedback gegeven. Het team kan dan kiezen wat ze doen met die feedback.
In 2003 had Valve 60 werknemers, door de successen van Steam en de releases van games zoals Portal, portal 2 en de Half-Life serie had het bedrijf in 2012 ongeveer 350 werknemers. Het aantal werknemers is stabiel gebleven tot 2021.
Door het succes van Steam is Valve niet afhankelijk van het succes van hun gamereleases, hierdoor is er minder druk op werknemers maar dit zorgt ook voor veel mislukte projecten. Het spel Half-Life Alyx was een keerpunt hierin door focuspunten op te stellen voor heel de studio en het bedrijf.
Niet alleen de structuur van het bedrijf zelf is uniek, maar ook de structuur van hun kantoor is uniek. Elke werknemer heeft namelijk een bureau op wielen. Elk project heeft een eigen ruimte en iedereen die op dat moment aan het werken is aan dat project, rolt 
letterlijk hun bureau de kamer in en begint te werken. “Employees vote on projects with their feet (or desk wheels)."

### Playtesting
Valve staat bekend om het intensief testen van hun spellen. Ze testen het spel niet zomaar, ze proberen het spel te laten testen door een zo groot mogelijke groep mensen. Het spel wordt dus getest door gamers zelf, maar ook door familieleden of vrienden. Chet Faliszek, schrijver voor Valve, zei dat hij eerst de schuld bij de testers en spelers stak. Later realiseerde hij dat hijzelf het probleem was wanneer verschillende testers hetzelfde probleem hadden. "By the third or fourth time, all of a sudden you're realizing, 'I'm an idiot. This is pretty obvious this doesn't work. It's not their fault, it's our fault.'"